# Neuhausen Badischer Bahnhof
Neuhausen Badischer Bahnhof – jedna z dwóch stacji kolejowych w Neuhausen am Rheinfall, w kantonie Szafuza, w Szwajcarii.
Stacja zlokalizowana jest w centrum miejscowości, przy Badische-Bahnhofstraße, w pobliżu skrzyżowania drogi krajowej nr 4 z drogą nr 13.
Na stacji zatrzymują się pociągi osobowe Schweizerische Bundesbahnen i Deutsche Bahn.
| Neuhausen Badischer Bahnhof                 |  |                                |
| Linia Hochrhein                             |  |                                |
| Beringen Badischer Bahnhofodległość: 3,8 km |  | Schaffhausen odległość: 2,8 km |